# Fontaine-lès-Clerval
Fontaine-lès-Clerval – miejscowość i gmina we Francji, w regionie Burgundia-Franche-Comté, w departamencie Doubs.
Według danych na rok 1990 gminę zamieszkiwało 256 osób, a gęstość zaludnienia wynosiła 22 osoby/km² (wśród 1786 gmin Franche-Comté Fontaine-lès-Clerval plasuje się na 492. miejscu pod względem liczby ludności, natomiast pod względem powierzchni na miejscu 351.).